# Giro del Veneto 1976
Il Giro del Veneto 1976, quarantanovesima edizione della corsa, si svolse l'11 settembre 1976 su un percorso di 243 km. La vittoria fu appannaggio dell'italiano Alfio Vandi, che completò il percorso in 6h14'00", precedendo i connazionali Giancarlo Polidori e Sigfrido Fontanelli.
Sul traguardo di Montegrotto Terme terminarono la prova almeno 33 corridori.

## Ordine d'arrivo (Top 10)
| Pos. | Corridore                | Squadra              | Tempo    |
| ---- | ------------------------ | -------------------- | -------- |
| 1    | Alfio Vandi              | Magniflex-Torpado    | 6h14'00" |
| 2    | Giancarlo Polidori       | G.B.C.-Itla-TV Color | a 12"    |
| 3    | Sigfrido Fontanelli      | Sanson               | s.t.     |
| 4    | Wladimiro Panizza        | Scic-Colnago         | s.t.     |
| 5    | Roland Salm              | Zonca-Santini        | s.t.     |
| 6    | Costantino Conti         | Magniflex-Torpado    | a 19"    |
| 7    | Franco Bitossi           | Zonca-Santini        | a 26"    |
| 8    | Gianbattista Baronchelli | Scic-Colnago         | s.t.     |
| 9    | Armando Lora             | Magniflex-Torpado    | s.t.     |
| 10   | Piero Spinelli           | Zonca-Santini        | s.t.     |